# FC Fiorentino
Az FC Fiorentino, teljes nevén Football Club Fiorentino San Marinó-i labdarúgócsapat, amelyet 1972-ben alapítottak. Székhelye Fiorentino városkában található.
Egyike annak a 15 csapatnak, amely a San Marinó-i labdarúgó-bajnokságot alkotja. Edzéseit a Tre Fiori csapatával megosztott sporttelepen, a Campo Sportivo di Fiorentinó-ban tartja, amelyen a San Marinó-i labdarúgó-szövetség is bajnoki mérkőzéseket rendez.

## Korábbi elnevezései
- 1974–2005: SS Montevito

2005 óta jelenlegi nevén szerepel.

## Sikerei
- San Marinó-i labdarúgó-bajnokság (Campionato Sammarinese di Calcio)
  - Bajnok (1 alkalommal): 1992
  - Bronzérmes (1 alkalommal): 1987